# Norberto Ortega Sánchez
Norberto Daniel Ortega Sánchez (Victoria, 24 settembre 1963) è un ex calciatore argentino, di ruolo centrocampista.